# Gonoclostera latipennis
Gonoclostera latipennis är en fjärilsart som beskrevs av Butler 1877. Gonoclostera latipennis ingår i släktet Gonoclostera och familjen tandspinnare. Inga underarter finns listade i Catalogue of Life.